# Нугатов, Валерий Викторович
Вале́рий Ви́кторович Нуга́тов (настоящая фамилия — Твердохле́б; род. 6 марта 1972, Полтава, Украинская ССР, СССР) — русско-украинский поэт, прозаик, переводчик, перформанс-артист.

## Биография
Окончил факультет русского языка и литературы Полтавского государственного педагогического института. С октября 2002 года живёт в Москве.
Составитель «Энциклопедии тантры» (1997). Автор стихотворных сборников «Недобрая муза» (2000), «Фриланс» (2006), fAKE (2009; по мнению российского писателя и издателя Дмитрия Волчека — «одна из самых интересных поэтических книг 2009 года»), «Мейнстрим» (2012), «Д. Х. и др.» (2016), «ЕДОДОЙ!» (2021), поэтических и прозаических переводов с английского и французского языков (англо-американская сюрреалистическая поэзия, Диана Батай, Жорж Батай, Джон Бойн, Пол Боулз, Габриэль Витткоп, Ромен Гари, Пьер Гийота, Аллен Гинзберг, Станислас де Гуайта, Марсель Жуандо, Сьюзен Зонтаг, Уильям Батлер Йейтс, Раймон Кено, Андрей Кодреску, Алистер Кроули, Марина Левицка, Клод Марга, Морис Метерлинк, Джеймс Парди, Герард Реве, Израэль Регарди, Джереми Рид, граф Сен-Жермен, Олдос Хаксли, Ирвин Уэлш, Джон Фаулз, Альфред Честер, Идрис Шах, Шилпа Агарвал, Маргарет Этвуд и др.). Стихи и проза публиковались в журналах и альманахах «Абзац», «Авторник», «Вавилон», «Воздух», «Окрестности», «Соло», «©оюз Писателей», «Транслит», «Улов», «Черновик», TextOnly, антологиях «Девять измерений», «Освобождённый Улисс» (обе — 2004), сборниках «Зондберг. Нугатов. Соколовский» (1999), «По непрочному воздуху» (2004), «Уксус и крокодилы» (2007) и др.
Организатор альтернативного поэтического фестиваля собственного имени (2006), поэтической оргии «В постели с Нугатовым» (2007). Участник цикла литературно-музыкальных перформансов «Густопсовый рассвет» (совместно с Вадимом Калининым), музыкального проекта The Sentences Project (альбом Punch & Judy, 2005). Дипломант премии «Московский счёт» (2007). Лауреат премии «Звёздный фаллос» в номинации «Поэзия» (2010). Номинант Премии Андрея Белого в номинации «Поэзия» (2016).
Важной областью творчества Нугатова являются тексты на «хоссанитском языке», написанные от имени Деда Хасана — короткие стишки, афоризмы и проч. «Хоссанитский язык» представляет собой русский язык с намеренно исковерканной фонетикой; его слова можно перевести на русский, произнося их вслух. 

## Отзывы
По мнению российского писателя и литературного критика Данилы Давыдова, «Нугатов говорит „за“ субкультуру, поколение, социум, человечество, мироздание и т. д., оставаясь фигурой, локализованной „здесь и сейчас“, но при этом — и вполне сознательно — не вполне проявленной как индивидуальность, во многом „выносящей себя за скобки“». По словам критика, такой подход к поэтическому говорению закономерно вызывает читательское раздражение — «но, похоже, целью нынешней работы Нугатова и является именно раздражение в биологическом смысле: проверка нерва на способность передачи всей информации».
В рецензии на стихотворный сборник Нугатова «Мейнстрим» российский поэт, культуролог и литературный критик Дмитрий Голынко-Вольфсон, отмечая свойственные поэзии Нугатова социальную нетерпимость и утрированное отщепенство, связывает её с тенденцией «нахождения на краю литературы», представленной творчеством «проклятых поэтов», битников, медгерменевтов, Ярослава Могутина и Александра Бренера. При этом «в текстах Нугатова нет задиристого индивидуализма Бренера или сверхчеловеческого нарциссизма Могутина; по сути, они обнаруживают перед нами коллективный фантазм о недостижимой социальной общности <…> [—] настоящей протестной субкультуры в крайне атомизированной России нулевых».